# Liczba przewodnia
Liczba przewodnia (LP) określa moc lamp błyskowych. Oznacza ona odległość w metrach lampy od obiektu, z jakiej do obiektu dotrze odpowiednia ilość światła do poprawnego naświetlenia filmu ISO 100/21° przy przysłonie f/1.
Liczba przewodnia pozwala na obliczenie wartości przysłony przy fotografii z wykorzystaniem lampy, zgodnie z poniższymi wzorami (przy zwiększaniu czułości musimy odpowiednio zwiększać wartość przysłony, przy przejściu z ISO 100/21° do 200/24° czułość wzrasta 2 razy, czyli wartość przesłony musimy zwiększyć o pierwiastek kwadratowy z dwóch, czyli o 1,4, przy przejściu do ISO 400/27° wzrasta 4 razy, a więc czynnik 2 itd.):
- wartość przysłony dla materiału ASA 100 (21°DIN): przysłona = LP/odległość od obiektu w metrach;
- wartość przysłony dla materiału ASA 200 (24°DIN): przysłona = (LP / odległość od obiektu) · 1,4;
- wartość przysłony dla materiału ASA 400 (27°DIN): przysłona = (LP / odległość od obiektu) · 2.

W fotografii cyfrowej czułość matrycy „ISO” jest zmienna i zależy od niej jakość zdjęcia, więc przydatny jest wzór na czułość przy znanej liczbie przewodniej {\displaystyle LP,} odległości {\displaystyle d} i liczbie przysłony {\displaystyle a{:}}
- {\displaystyle ISO=100\cdot \left({\frac {a\cdot d}{LP}}\right)^{2}.}

Przykładowo dla lampy błyskowej o LP = 20, obiektywu o jasności f/4, mamy {\displaystyle 100\cdot a^{2}/LP^{2}=4,} tak więc przy fotografowaniu z całkowicie otwartą przysłoną obiektu w odległości 10 m, ISO wyniesie 400, natomiast przy odległości 20 m ISO = 1600.